# 향약간이방
《향약간이방》(鄕藥簡易方)은 고려 말 조선 초에 권중화(權仲和), 서찬(徐贊) 등이 편찬한 의서이다.
중국의 약방에만 의거하지 않고 한국 출산의 약재로 간이하게 치료하도록 편찬된 것으로, 지금은 현존하지 않으나 뒤에 《향약제생집성방》(鄕藥濟生集成方) 편찬에 주요한 대본이 되었다.